# Рінкон (місто)
Рінкон — місто на острові Бонайре (Карибські Нідерланди), найстаріше поселення на острові. Розташоване в долині на північний захід від адміністративного центру острова — міста Кралендейк.

## Історія
Поселення засноване іспанцями на початку XVI століття, ставши зрештою будинком для багатьох рабів, які працювали на прилеглих плантаціях та соляних виробках. Зараз це невелика група будинків в традиційному голландському стилі, що володіє єдиним телефоном-автоматом та бензоколонкою.
Щорічно 30 квітня проводяться фестивалі музичного та танцювального мистецтва на честь свята Дня Рінкона.
Населення 1788 осіб (2007).